# Time (Clock of the Heart)
„Time (Clock of the Heart)“ je New Wave/R&B píseň od skupiny Culture Club. Time je druhý singl z jejich debutního alba Kissing to Be Clever. Píseň byla vydán firmou Virgin, trvala 3:42, sepsal ji Culture Club a byla produkována Steve Levinem. Kanadským a britským fonografickým průmyslem byla certifikována „zlatou deskou“.
Song se umístil na #3 příčce v UK Singles Chart a v USA dosáhl #2 příčky Billboard Hot 100.
J-POP zpěvačka Leah Dizon coverovala tuto píseň do svého debutního alba z roku 2007 Destiny Line.

## Seznam písní
- 7" Single (UK)

1. „Time (Clock of the Heart)“ – 3:42
2. „White Boys Can't Control It“ – 3:42

- 7" Single (U.S.)

1. „Time (Clock of the Heart)“ – 3:41
2. „Romance Beyond the Alphabet“ (Time Instrumental) – 3:34

- 12" Single (UK)

1. A1.„Time (Clock of the Heart)“ – 3:42
2. B1.„White Boys Can't Control It“ – 3:42
3. B2.„Romance Beyond the Alphabet“ – 3:44

## Produkce
- Boy George – zpěv
- Jon Moss – bicí, tamburína, audio mixing
- Roy Hay – kytara, velké koncertní zvony
- Michael Craig – baskytara, moog bass
- Helen Terry – vokály v pozadí
- Steve Grainger – saxofón
- Phil Picket – klávesy
- Trevor Bastow – aranžment smyčcových nástrojů
- Mike Ross – [audio] inženýr
- Steve Levine – producent, audio mixing
- Gordon Milne – assistant engineer
- Mark Labon – fotografie
- Jik Graham – Design obalu

## Hitparáda
| Hitparáda (1982)    | Příčka |
| ------------------- | ------ |
| Belgian VRT Top 30  | 9      |
| Dutch Top 40        | 7      |
| Irish Singles Chart | 4      |
| UK Singles Chart    | 3      |